# Charivari (Satirezeitschrift)
Charivari war eine satirische Zeitschrift, die von 1842 bis 1849 im Verlag von Philipp Reclam jun. und von 1850 bis 1851 unter dem Namen Leipziger Charivari im Verlag Literarisches Museum in Leipzig erschien.
Redakteur der Zeitschrift war Eduard Maria Oettinger, der sie ein „Oppositionsblatt gegen Wühler und Heuler“ nannte. Zum Beginn des 8. Jahrganges schreibt Oettinger:

„Sein (des Charivari) politisches Glaubensbekenntniß bleibt das alte: dem Heuler gegenüber wird er Wühler, dem Wühler gegenüber immer Heuler sein. Dem Fanatiker der Ruhe wird er die Schlafmütze von den Ohren und dem Maulwurfe der rothen Anarchie die Fackel der Zwietracht aus den Händen reißen, die Freiheit achten und lieben, die Frechheit aber, gleichviel ob sie sich auf der rechten oder auf der linken Seite zeigt, von dem Fußgestell, auf dem sie sich aufzublähen wagt, schonungslos herunterfuchteln, unbekümmert, ob jene ‚Pappenheimer‘ ihn für einen ‚verkappten Aristokraten‘ oder für sonst was ausschreien.“

Beiträger waren u. a. Eduard Boas, Ludwig Börne, Heinrich Clauren, Adolf Glassbrenner, Karl Gutzkow, Heinrich Heine, Heinrich Hoffmann von Fallersleben, Heinrich Laube, Moritz Gottlieb Saphir, Friedrich Rückert, Kathinka Zitz.
Ein vollständiges Exemplar der Zeitschrift besitzen nur die Staatsbibliothek zu Berlin und die Sächsische Landesbibliothek in Dresden.